# Blue Sky Studios
Blue Sky Studios je američki filmski studio za računalnu animaciju sa sjedištem u Greenwichu, Connecticut. Podružnica je tvrtke 20th Century Fox Animation, podjela Walt Disney Studios. Studio su 1987. osnovali Chris Wedge, Michael Ferraro, Carl Ludwig, Alison Brown, David Brown i Eugene Troubetzkoy, nakon što je tvrtka u kojoj su radili, MAGI, jedan od studija vizualnih efekata iza Trona, zatvoren. Koristeći svoj interni softver za prikazivanje, studio je radio na vizualnim efektima za reklame i filmove, prije nego što se posve posvetio produkciji animiranih filmova 2002. godine, počevši s izdavanjem Ledenog doba.
Ledeno doba i Rio najuspješnije su franšize u studiju, dok su Horton i Snoopy i Charlie Brown: Peanuts Film  njegovi najkritičniji filmovi. Scrat, lik iz filmova Ledeno doba, od 2013. godine je maskota studija.
Blue Sky Studios bio je podružnica tvrtke 20th Century Animation sve do Disneyjeve akvizicije kao dio stjecanja imovine 21st Century Fox-a 2019. U veljači 2021. Disney je najavio da će se Blue Sky ugasiti u travnju 2021. godine, navodeći ekonomski utjecaj pandemije COVID-19 u svom poslovanju. Studio je ugašen 10. travnja 2021. godine.

## Povijest

### 1989.–2002.: televizijske reklame i vizualni efekti
Kroz kasne osamdesete i devedesete godine Blue Sky Studios koncentrirali su se na produkciju televizijskih reklama i vizualne efekte za film. Studio je započeo animiranjem reklama koje su prikazale mehanizme kapsula za oslobađanje vremena za farmaceutske korporacije. Studio je također producirao reklamu Chock Full O 'Nuts s kavom u zrnu i razvio prve računalno animirane M&M. Pomoću CGI Studio, studio je proizveo više od 200 drugih reklama za klijente kao što su Chrysler, General Foods, Texaco i marinci Sjedinjenih Država. 
MTV je 1996. godine surađivao sa Studijem Blue Sky na filmu Joe's Apartment, za koji je Blue Sky animirao likove insekata. Ostali klijenti uključuju Bell Atlantic, Rayovac, Gillette i Braun. Reklama za Braun dobila je nagradu CLIO za oglašavanje. U kolovozu 1997. godine tvrtka VIFX sa sjedištem u Los Angelesu stekla je većinski interes za Blue Sky Studios radi osnivanja nove kompanije za vizualne efekte i animaciju, privremeno preimenovane u "Blue Sky / VIFX". Nakon širenja studija, Blue Sky stvorio je animaciju likova za filmove Alien Resurrection (1997), Simple Wish (1997), Mouse Hunt (1997), Star Trek: Insurrection (1998) i Fight Club (1999). 
U međuvremenu, Chris Wedge, počevši od 1990. godine, radio je na kratkom filmu nazvanom Bunny, namijenjenom demonstraciji CGI Studio. Wedge je u to vrijeme bio savjetnik za tezu od Carlosa Saldanha, dok je Saldanha bio student na školi za vizualne umjetnosti; Wedge je za to vrijeme dijelio ploče s knjigama za Bunnyja sa Saldanhom. Nakon diplome Saldanha, Blue Sky Studios angažirali su ga kao animatora, a kasnije je režirao nekoliko reklama. Tek 1996. kada je Nina Rappaport, producentica u Blue Sky Studios, dodijelila Wedgeu da dovrši projekt Bunny, za koji je CGI Studio trebao donijeti krzno, staklo i metal iz više izvora svjetlosti, poput ljuljajuće žarulje i ljuljačke " eterični oblačni oblik ". U početnim fazama projekta Bunny, Carl Ludwig izmijenio je CGI Studio kako bi simulirao radiostanost, koja prati svjetlosne zrake kako se odbijaju od više površina. Studio Blue Sky objavio je Bunnyja 1998. godine, a dobio je i nagradu Akademija za najbolji animirani kratki film. Bunnyjev uspjeh Studio Blue Sky dao je priliku za produkciju dugometražnih filmova. 

### 2002.–2018.: filmovi pod 20. Century Foxom
U ožujku 1999. Fox je odlučio prodati VIFX drugoj kući za vizualne efekte, Rhythm & Hues Studios, dok će Blue Sky Studios ostati pod Foxom. Prema Chrisu Wedgeu, Fox je razmatrao prodaju Blue Skya već od 2000. godine zbog financijskih poteškoća u industriji vizualnih efekata općenito. Umjesto toga, Wedge, producent filma Lori Forte i izvršni direktor animacije Chris Meledandri predstavili su Foxu scenarij za komični igrani film pod nazivom Ledeno doba. Rukovodstvo studija pritiskalo je osoblje da prodaju preostale dionice i opcije Foxu uz obećanje da će se nastaviti zaposliti na dugometražnim filmovima. Studio se preselio u White Plains NY i započeo produkciju za Ledeno doba. Dok se film zamotavao, Fox se bojao da će se možda loše proći na blagajni. Raskinuli su polovinu produkcijskog osoblja i bezuspješno pokušavali pronaći kupca za film i studio. Umjesto toga, Ice Age je 15. ožujka 2002. objavljen u 20. Century Foxu i bio je presudan i komercijalni uspjeh, primajući nominacija za nagradu Akademija za najbolje animirano djelo na 75. nagradama Akademije 2003. Film je Blue Sky uspostavio kao treći studio, nakon Pixara i DreamWorks Animation-a, koji je započeo uspješnu CGI franšizu. 
U siječnju 2009. studio se preselio iz White Plainsa, New York, u Greenwich, Connecticut, iskoristivši porezni kredit od 30 posto i imao više prostora za rast. Studio je u travnju 2017. izjavio da namjerava ostati u Connecticutu do 2025. godine. 
Chris Wedge je 2013. godine uzeo dopust da režira računalno-animirani film Monster Trucks. Otada se vratio u Blue Sky Studios i radi na više projekata za tvrtku. 

### 2019.-2021.: Disneyjevo doba
Blue Sky Studios kupila je kompanija Walt Disney kao dio njihove 2019. kupnje kompanije 21st Century Fox koja je zaključena 20. ožujka 2019. Disney je 21. ožujka objavio da će Blue Sky Studios i njegova matična tvrtka 20th Century Fox Animation biti integrirani kao jedinice u studiju Walt Disney s kopredsjednicima Andrea Miloro i Robertom Bairdom koji nastavljaju voditi studio izvještavajući s predsjednikom Walt Disney Studios Alanom Hornom. U srpnju 2019. Miloro je najavio da će odstupiti od uloge kopredsjednika, ostavljajući Bairda kao jedinog predsjednika.
U kolovozu 2019. godine bivši voditelj Walt Disney Animation Studios Andrew Millstein imenovan je za kopredsjednika Blue Sky Studios zajedno s Bairdom, dok će predsjednik Pixar Animation Studios Jim Morris također preuzeti nadzornu ulogu.
9. veljače 2021. godine Disney je najavio da će zatvoriti Blue Sky Studios u travnju 2021. Tvrtka je objasnila da s obzirom na kontinuirani gospodarski utjecaj pandemije COVID-19 na sva njegova poduzeća, za njih više nije održivo voditi treći studio za animaciju. Osim toga, zbog zatvaranja je otkazana produkcija filmske adaptacije webkomika Nimona, koja je prvotno trebala biti objavljena 14. siječnja 2022. godine. Filmsku biblioteku studija i intelektualna svojstva zadržava Disney. Iako Disney nije naveo točan datum kada će se studio u početku zatvoriti, bivši animator Rick Fournier potvrdio je 10. travnja da im je to zadnji dan rada, tri dana nakon što je suosnivač Chris Wedge objavio oproštajno pismo na društvenim mrežama.
Prethodna web stranica Blue Sky Studiosa od 19. lipnja 2021. sada preusmjerava na Disney.com.

## Filmografija
Svi filmovi su sinkronizirani na hrvatskom
- Ledeno doba (2002.)
- Roboti (2005.)
- Ledeno doba 2: Zatopljenje (2006.)
- Horton (2008.)
- Ledeno doba 3: Dinosauri dolaze (2009.)
- Rio (2011.)
- Ledeno doba 4: Zemlja se trese (2012.)
- Čuvari šume: Tajanstveni svijet (2013.)
- Rio 2 (2014.)
- Snoopy i Charlie Brown: Peanuts Film (2015.)
- Ledeno doba: Veliki udar (2016.)
- Ferdinand (2017.)
- Špijunaža i kamuflaža (2019.)

## Vanjske poveznice
- Službena stranica  Arhivirana inačica izvorne stranice od 7. rujna 2020. (Wayback Machine)